# قدرت‌السلطنه
فاطمه خانم ملقب به قدرت‌السلطنه (زنده در ۱۳۲۰ خورشیدی) شاهزاده قاجار و دختر ناصرالدین‌شاه و قمرتاج‌خانم بود.
قدرت‌السلطنه در هفتم جمادی‌الثانی سال ۱۳۰۸( ۱۲۰۹ شمسی )قمری متولد شد. محمدحسن خان اعتمادالسلطنه در روزنامه خاطرات خود ذیل روز پنج شنبه ۱۱ جمادی‌الثانی ۱۳۰۸ قمری چنین نوشت:
«امشب شب شش دختر تازه شاه است. تفصیل این مولود از این قرار است: مادر این بچه موسوم به قمرتاج خانم و در خانه شاه معروف به «زیقوله» است... رمضان گذشته بعد از اینکه سه چهار ماه بود زیقوله را صیغه کرده بودند، به التماس و توسط عزیزالسلطان، او را شاه بردند، به قدر ده دقیقه خدمت شاه بوده است و ازاله بکارت او را نموده فی‌الفور به اتاق خودش می‌رود. به همین یک دفعه آبستن می‌شود. شب یکشنبه هفتم ماه دختری زایید. شاه از شدت حیرت فرموده بودند غیر از قدرت نمایی خدا هیچ تصور نمی‌شود کرد که به زور «زیقوله» را به من بدهند، در ظرف ده دقیقه من او را درست ندیده آبستن شود و بزاید. باید اسم او را قدرت‌السلطنه بگذارند... امام‌جمعه اسم او را فاطمه خانم و لقب او را قدرت‌السلطنه گذاشتند.»
قمرتاج خانم در سن هجده سالگی و دو سال پس از تولد قدرت‌السلطنه در روز شنبه ۲۲ جمادی‌الثانی سال ۱۳۹۰ قمری درگذشت.
قدرت‌السلطنه در ابتدا با سلطان جنید میرزا نوه فرهاد میرزا معتمدالدوله (پسر عباس میرزا) ازدواج کرد و پس از او به همسری فردی به نام «رضا» که در قزاقخانه درجه سرتیپی داشت درآمد. او پس از جدایی از همسر دومش، به همراه یکی از پسرانش در خانه‌ای اجاره‌ای زندگی می‌کرد و چون ثروتی از خود نداشت، گذارن زندگی او از حقوقی بود که دولت به او می‌پرداخت.
گفته می‌شود که عارف قزوینی زمانی دلباخته قدرت‌السلطنه بود و تصنیف «نه قدرت که با وی نشینم...» را برای او ساخته است.